# 주신구라

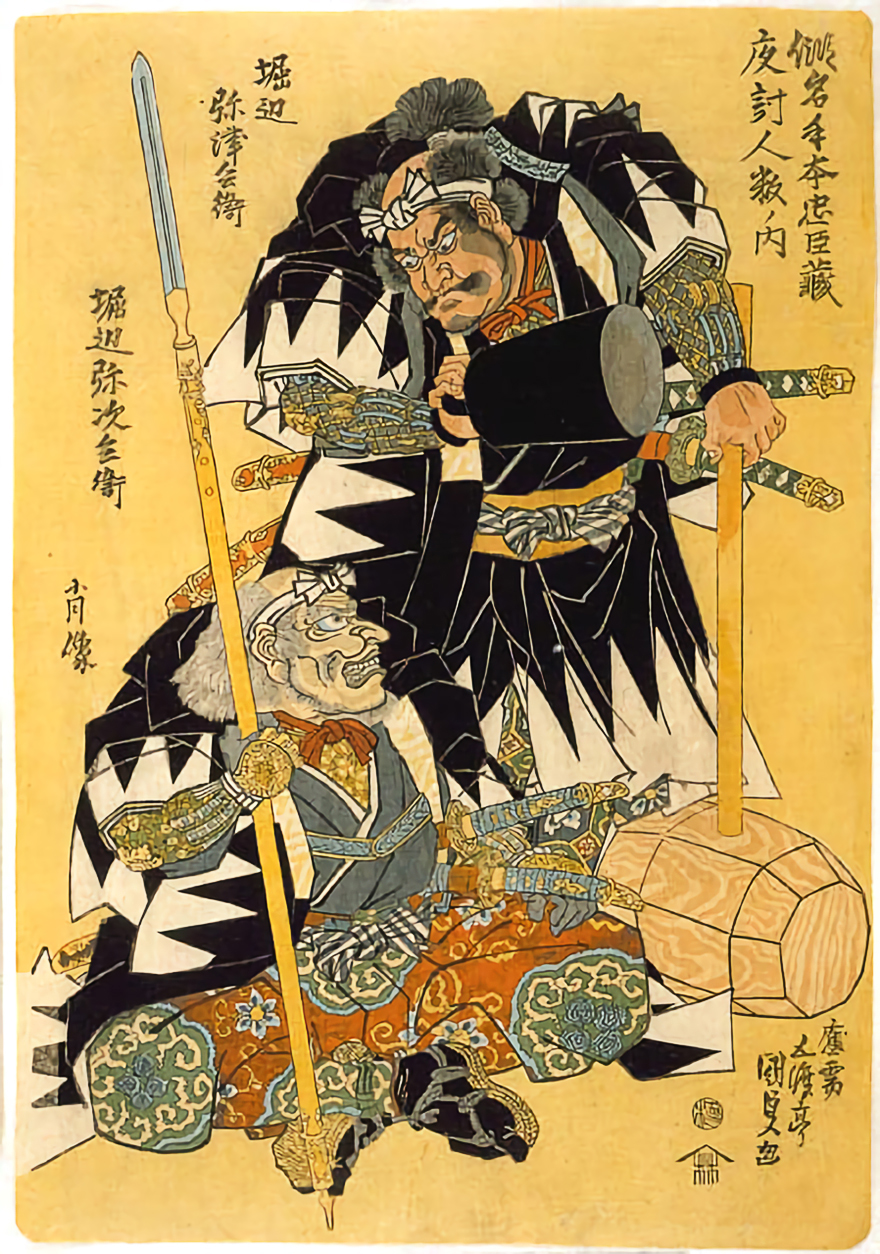
가명수본 충신장 중 호리베 야헤이와 호리베 야스베이 초상.

주신구라(일본어: 忠臣蔵 추신구라[*]) 에도 시대에 일어난 아코 사건을 바탕으로 만들어진 분라쿠 및 가부키 공연들을 일컫는다. 본래는 1748년(간엔 원년) 오사카에서 초연한 《가나데혼 주신구라》(仮名手本忠臣蔵)의 약자가 "충신장"이었지만, 이후 많은 파생작들이 만들어지면서 아코 사건을 바탕으로 한 문화컨텐츠 총체를 충신장이라고 부르게 되었다.
에도 시대 중기인 겐로쿠 14년 3월 14일(양력 1701년 4월 21일), 에도 성 전중에서 아코번 번주 아사노 다쿠미노카미가 고가 기라 고즈케노스케에게 칼부림을 하는 사건일 일어났다. 이에 가해자 아사노가 당일 할복하고 아코 번은 개역되었다. 이에 실업자가 된 아코 번 번사 47명(일명 아코 낭사들)이 아코 번 가로 오이시 구라노스케를 리더로 삼아 우여곡절 끝에 겐로쿠 15년 12월 14일(양력 1703년 1월 30일) 새벽 기라 저택을 습격, 기라 뿐 아니라 그 일가를 도륙냈다. 그 뒤 아코 낭사들이 할복하기에 이르기까지 사건을 아코 사건이라고 한다.
이 아코 사건이 처음 극화된 것은 사건 이듬해인 겐로쿠 16년 정월 야마무라자에서 열린 《게이세이아사마소가》(傾城阿佐間曽我) 5번목(최종회)였다. 소가 형제의 복수를 겉에 내세워 은근히 아코 낭사를 띄어주는 모습을 보였다. 이후 4년 후인 호에이 3년(양력 1706년), 아코 사건을 직접적으로 소재로 삼은 지카마쓰 몬자에몬의 인형극 《바둑판 태평기》가 竹本座에서 상영되었다. 그리고 그 절정이 간엔 원년(양력 1748년) 8월에 개최된 다케다 이즈모, 미요시 마쓰라쿠, 나미키 소스케 합작의 인형극 《가명수본 충신장》이었다. 초연 때부터 유례가 될 정도로 흥행한 《가명수본 충신장》은 같은 해 가부키로도 각색되었다.
에도 시대에, 무가 사회의 사건을 문학이나 연극에서 다루는 것은 금지되어 있었기에 기본적으로 무대와 등장인물을 다른 시대로 수정했다. 몬자에몬의 《바둑판 태평기》는 남북조 시대가 배경인 《태평기》를 차용하여 아사노 다쿠미노카미는 엔야 다카사다로, 기라 고즈케노스케는 고노 모로나오로 바꾸었다. 그리고 복수극의 원인도 고노가 엔야의 아내를 사랑한 것이 발단인 것으로 설정했다. 《가명수본 충신장》도 이를 모방했다.
"충신장(忠臣蔵)"이라는 제목의 유래는 “충신(忠臣)이 가득(蔵)하다”라는 설과 오이시 구라노스케(大石内蔵助)의 이름에 들어 있는 蔵을 의미한다는 설 등이 있지만 확실한 것은 없다. “가명수본(仮名手本)”이라는 표현도 낭사의 수가 47명임을 의미한다는 설, 이로하 노래를 일곱 글자별로 구분하여 하단의 문자를 순서대로 읽으면 “죄 없이 죽는다(とかなくてしす 토카나쿠테시스[*])”가 된다는 설, 막부의 금지령 때문에 등장인물들의 이름이 실명이 아닌 가명임을 의미한다는 설 등이 있다.
이후 가부키, 조루리, 강담 등 다양한 장르에서 수많은 작품이 만들어져 "충신장물(物)"이라는 장르를 형성한다. 요다이메 쓰루야는 《가명수본 충신장》과 괴담을 조합하여 《도카이도 요쓰야 괴담》을 쓰기도 했다.
메이지 시대 이후로는 에도 막부가 멸망해 거리낄 것이 없어졌으므로 등장인물 이름으로 실명을 사용할 수 있게 되었다. 메이지 41년(양력 1908년)부터 후쿠모토 니치난이 "충신장의 진상"이라는 모토로 아코 낭사측에 호의적인 〈겐로쿠 쾌거록〉(元禄快挙録)을 신문연재, 일본의 충신장관을 주도했다. 이후로도 충신장의 인기는 계속 높아져 쇼와 9년(양력 1934년)에는 자료조사를 덧붙인 《겐로쿠 충신장》이 상연되었다. 강담과 낭전 장르에서도 인기가 여전하여, 아코 사건의 역사적 사실을 다룬 본전 〈아코 의사전〉(赤穂義士伝)과 47낭사 각각의 이야기를 다룬 외전 〈의사명명전〉(義士銘々伝)으로 구성되었다.
제2차 세계대전 이후 미군정 치하에서 언론 통제가 이루어졌고, 미군정은 충신장물들의 봉건적 도덕관이 민주화를 방해한다는 이유로 공연과 출판을 금지했다. 하지만 쇼와 22년(양력 1947년) 금지가 풀리고 가부키 《가명수본 충신장》이 도쿄 극장에서 상연되었다.
아코 사건이 일어난 날은 음력 12월 14일이었지만 오늘날에는 양력 12월 14일이 되면 텔레비전에서 충신장 드라마나 영화가 상영하는 등 현대에도 인기가 쇠약해지지 않는다. 현재는 많은 자료 연구의 진전을 반영한 가치관의 다양화로, 사건 이후의 낭사들의 유족과 피해자인 기라 측, 당시 막부의 사정 등 다양한 관점에서 작품화가 이루어지고 있다.

## 같이 보기
- 아코시
- 아코 의사제